# Musée d'art et de littérature Yéghiché Tcharents
Le musée d'art et de littérature Yéghiché Tcharents est un fonds d'archives et un musée spécialisé dans la littérature arménien, situé à Erevan.